# Bad Driburg
Bad Driburg é uma cidade da Alemanha localizado no distrito de Höxter, região administrativa de Detmold, estado de Renânia do Norte-Vestfália.

## Localidades
Ortsteile (distritos ou bairros) da cidade de Bad Driburg:
| Localidades            | População (31 de dezembro de 2007) | Localidades de Bad Driburg |
| ---------------------- | ---------------------------------- | -------------------------- |
| Bad Driburg, Kernstadt | 11.935                             | Localidades de Bad Driburg |
| Alhausen               | 813                                | Localidades de Bad Driburg |
| Bad Hermannsborn       | 46                                 | Localidades de Bad Driburg |
| Dringenberg            | 1.596                              | Localidades de Bad Driburg |
| Erpentrup              | 200                                | Localidades de Bad Driburg |
| Herste                 | 951                                | Localidades de Bad Driburg |
| Kühlsen                | 105                                | Localidades de Bad Driburg |
| Langeland              | 219                                | Localidades de Bad Driburg |
| Neuenheerse            | 1.683                              | Localidades de Bad Driburg |
| Pömbsen                | 554                                | Localidades de Bad Driburg |
| Reelsen                | 861                                | Localidades de Bad Driburg |
| Siebenstern            | 407                                | Localidades de Bad Driburg |
| Total                  | 19.370                             | Localidades de Bad Driburg |